# Юрченко Петро Іванович
Петро Іванович Юрченко (1912, Краматорськ, Харківська губернія, Російська імперія — невідомо, Луганськ) — український радянський футболіст, нападник. Учасник Другої світової війни.

## Біографія
Наприкінці 1920-х років почав грати за футбольні команди з Алчевська («Металіст», «Сталь»). У другій половині 1930-х років захищав кольори команд майстрів «Стахановець» (Сталіно) і «Дзержинець» (Ворошиловоград). У цей час провів в елітній лізі радянського футболу 28 матчів (3 голи). Забивав виключно у ворота московських клубів: «Динамо» (Миколі Медведєву), ЦБЧА (Володимиру Никанорову) і «Спартаку» (Анатолію Акімову).
Учасник Німецько-радянської війни. Нагороджений орденом Червоної зірки і медалями.
Після війни продовжував виступати за команду із Сталіно в другій групі чемпіонату СРСР.
Помер у Луганську.

## Нагороди
- Орден Червоної Зірки (12.10.1944)
- Медаль «За оборону Ленінграда» (05.09.1943)
- Медаль «За бойові заслуги» (09.08.1944)